# Franz Schuh (scrittore)
Franz Schuh (Vienna, 15 marzo 1947) è uno scrittore austriaco.

## Biografia
Franz Schuh ha studiato filosofia, storia e studi tedeschi a Vienna e si è laureato con il dottorato. Nel 1976-80 è stato segretario generale della Grazer Autorenversammlung, poi redattore di "Wespennest". Lavora come freelance per varie emittenti e giornali nazionali e come docente presso l'Università di Arti Applicate di Vienna. Dal giugno 2009 ha scritto la rubrica "Crime & Punishment" nella rivista Datum.

## Opere principali
- Liebe, Macht und Heiterkeit (1985)
- Landnahme. Der österreichische Roman nach 1980 (1989)
- Schreibkräfte. Über Literatur, Glück und Unglück (2000)
- Der Stadtrat. Eine Idylle (2000)
- Schwere Vorwürfe, schmutzige Wäsche (Heavy Reproaches, Dirty Linen) (Leipzig Book Fair Prize, 2006).